# KkStB A
KkStB A — вузькоколійний танк-паротяг Ц.к.Австрійської Державної залізниці. Використовувався на Вузькоколійній залізниці Тересва — Усть-Чорна Закарпаття.

## Історія
10 паротягів для 760 мм колії виготовила німецька спілка Orenstein & Koppel у своїй празькій філії (1917). KkStB A.001–009 призначались для третьої гілки Північної залізниці імені імператора Фердинанда (нім. Kaiser-Ferdinands-Nordbahn) поміж Лунденбургом і Одербергом. Після війни вони потрапили до Чехословаччини, де 2 з них отримали позначення ČSD U 25.001, 005 і були списані у 1924/32 роках.
Паротяг O&K 7588/17 отримав позначення KkStB A.010 і використовувався на Вузькоколійній залізниці Тересва — Усть-Чорна. Після війни на ČSD він отримав позначення U 25.010 і використовувався до 30.06.1937 року.

### Технічні дані паротяга KkStB А
|                            |                                            |
| Розміри                    | Параметри                                  |
| Роки випуску               | 1917                                       |
| Країна-виробник            | Німецька імперія • Австро-Угорська імперія |
| Завод-виробник             | Orenstein & Koppel. Прага                  |
| Ширина колії               | 760 mm                                     |
| Тип                        | Bt n2                                      |
| Кількість циліндрів        | 2                                          |
| Діаметр циліндрів          | 210 мм                                     |
| Хід поршня                 | 300 мм                                     |
| Діаметр рушійних коліс     | 600 мм                                     |
| Тиск пари                  | 12 атм.                                    |
| Випаровуюча поверхня котла | 18,4 м²                                    |
| Площа колосникових ґрат    | 0,40 м²                                    |
| Маса паротяга робоча       | 9,0 т                                      |
| Швидкість                  | 20 км/год                                  |
| Зчіпна маса локомотива     | 9,0 т                                      |
| Запас води                 | 0,85 м³                                    |
| Запас палива               | 0,8 м³                                     |